# Állománycsökkentő vadgazdálkodás
Abban az esetben, amikor egy vadállomány létszáma nagy és/vagy esetleg növekszik is (ami miatt károkat okozhat), a vadgazdálkodási beavatkozások célja az állomány csökkentése és alacsonyabb szinten való állandósítása. Ilyenkor állománycsökkentő gazdálkodásról vagy állomány-szabályozásról beszélnek. A vadgazda az állományt és/vagy az állomány élőhelyét befolyásolhatja. Az állománynövelés eszközei lehetnek:
- a táplálékok csökkentése (elterelő etetés), a szaporodási feltételek rontása (pl. fészkelő helyek, kotorékok felszámolása);
- az állomány egyedeinek eltávolítása vadászattal, a szaporulat csökkentésével, élve befogott egyedek áthelyezésével (transzlokáció).